# Pseudotheristus cuspidospiculum
Pseudotheristus cuspidospiculum är en rundmaskart. Pseudotheristus cuspidospiculum ingår i släktet Pseudotheristus, och familjen Monhysteridae. Arten är reproducerande i Sverige.